# José Rafael Pulido Méndez
José Rafael Pulido Méndez (* 24. Oktober 1907 in Továr, Venezuela; † 30. August 1972) war ein venezolanischer Geistlicher.
Pulido Méndez wurde am 10. August 1930 zum Priester geweiht. Papst Pius XII. ernannte ihn am 21. Juni 1958 zum Bischof von Maracaibo. Raffaele Forni, Apostolischer Nuntius in Venezuela, spendete ihm am 19. Oktober 1958 die Bischofsweihe. Mitkonsekratoren waren Acacio Chacón Guerra, Erzbischof von Mérida, und José Humberto Quintero Parra, Koadjutor-Erzbischof von Mérida. Papst Johannes XXIII. ernannte ihn am 16. Januar 1961 zum Koadjutor-Erzbischof von Mérida und Titularerzbischof von Cyrrhus. Am 22. November 1966 folgte er Acacio Chacón Guerra nach dem von Papst Paul VI. angenommenen Rücktritt nach. Am 15. Dezember 1966 wurde er inthronisiert.
Pulido Méndez nahm an der zweiten, dritten und vierten Sitzungsperiode des Zweiten Vatikanischen Konzils als Konzilsvater teil.